# 龙书金
龙书金（1910年11月—2003年4月16日），男，湖南茶陵人，中国人民解放军开国少将。1955年获三级八一勋章、一级独立自由勋章、一级解放勋章。

## 生平
1929年，龙书金参加农民赤卫队，次年，隨該部隊编入中国工农红军，历任班长、排长、连长等职，並参與過反围剿战役、长征、直罗镇战役、东征、西征等多次征戰。
抗日战争爆發後，他歷經副营长、营长、副支队长、115师东进支队第五支队第五团团长、山东纵队鲁北支队副支队长、115师教导6旅17团团长。1941年2月，任八路军一一五师教导六旅副旅长。1942年9月，兼任冀鲁边第二军分区司令员。1944年2月任渤海军区副司令员。期間曾參與平型关战役，在战争中左臂致残。
第二次国共内战期间，龍書金擔任山东军区第七师副师长、东北民主联军第七师副师长、东北野战军第六纵队第十七师师长兼党委书记、第四十三军一二八师师长、第四十三军副军长，在东北各战役以及渡江战役、海南岛战役中皆有參與戰事。龙书金曾在东北师以上干部会上介绍了第十七师打攻坚战的经验，即“四快一慢”、“四组一队”。
中华人民共和国成立后，历任海南军区副司令员兼第四十三军军长、广东省军区司令员、广州军区公安部队司令员、广东军区司令员兼广州市警备区司令员。1959年赴高等军事学院学习，1962年任湖南省军区司令员兼党委书记、湖南省委常委。
1968年，调新疆任新疆军区司令员、新疆维吾尔自治区党委第一书记。在主政新疆期间，被人称为“王震开荒，王恩茂种粮，龙书金吃光”。1969年8月中蘇交惡期間，中蘇兩國軍隊爆發鐵列克提武裝衝突。事後中國方面調查為什麼在幾天前就發現蘇軍異動，而塔城軍分區一直沒有準備。1971年林彪死後，從前林彪的部下，新疆軍區司令員龍書金被認為要擔負主要責任。之后在批林批孔运动中受到审查，调离新疆。
龍書金是中共八大、九大代表和第九届中央委员。1983年离休，享受大军区副职待遇，2003年4月逝世。